# Barbus nasus
Barbus nasus е вид лъчеперка от семейство Шаранови (Cyprinidae). Видът е почти застрашен от изчезване.

## Разпространение
Разпространен е в Мароко.

## Описание
На дължина достигат до 21 cm.